# Maxime Petitjean
Pour les articles homonymes, voir Petitjean.

a Compétitions nationales et continentales officielles uniquement.

Dernière mise à jour le 23 mars 2021.
Maxime Petitjean, né le 17 mars 1984 à Tulle, est un joueur français de rugby à XV qui évolue au poste de demi d'ouverture.

## Biographie
Maxime Petitjean est un des meilleurs marqueurs de points du Top 14 en 2005-2006. Il est plus tard le meilleur réalisateur du championnat de France de Pro D2 pendant la saison 2011-2012, avec 406 points.
Le 9 avril 2013, il reçoit l'Oscar du Midi olympique pour son parcours exemplaire.
Il décide de prendre sa retraite de joueur au terme de la saison 2017-2018, après 16 saisons en tant que professionnel. Il reste néanmoins au club, reconverti en tant qu'entraîneur adjoint.